# Wijbosch
Wijbosch est un village situé dans la commune néerlandaise de Meierijstad, dans la province du Brabant-Septentrional. Le 1er janvier 2007, le village comptait 1 190 habitants.